# サミュエル・ティルデン
サミュエル・ジョーンズ・ティルデン（英: Samuel Jones Tilden、1814年2月9日-1886年8月4日）は、アメリカ合衆国の弁護士、政治家である。ニューヨーク州知事となった後に1876年大統領選挙に民主党候補として出馬したが、19世紀アメリカで最も多くの論争を巻き起こした選挙となり、選挙人投票でわずか1票差で敗れた。アメリカ合衆国大統領選挙の歴史の中で1票差の落選者は他にいない。ティルデンは政治改革者としてニューヨーク市実業界との結びつきがあるブルボン民主党員であり、タマニーホールの汚職と戦い、また税金を低く抑えておくために奮闘した。

## 初期の経歴
ティルデンはニューヨーク州ニューレバノンで生まれた。ティルデンと名の付く他のアメリカ人と同様、17世紀アメリカの初期イギリス人開拓者ナサニエル・ティルデンの子孫と考えられている。ティルデンはニューヨーク大学（当時、公式にはニューヨーク市大学とされた）で学び学士となった後に、ニューヨーク大学法律学校（当時、公式にはニューヨーク市大学法律学校とされた）を卒業し、1841年に法廷弁護士として認められ、熟練した顧問弁護士となって、1850年代の不安定な鉄道ブームの時代には顧客として多くの鉄道会社を抱えた。その法律実務は、抜け目ない投資家達と組んで金持ちになった。
1848年、マーティン・ヴァン・ビューレンと個人的な繋がりがあったために、「バーンバーナーズ」すなわちニューヨーク民主党の自由土地派の改革運動に参加した。この自由土地派から共和党に参加しなかった数少ない者の一人でもあり、1855年にはニューヨーク州検事総長の選挙で反奴隷制派の候補者になった。
南北戦争終戦後、ティルデンはニューヨーク州民主党委員会の委員長になり、間もなくニューヨーク市の悪名高いトウィードの組織との紛争に巻き込まれた。腐敗したニューヨーク判事達はこの組織の道具であり、ティルデンは1872年にニューヨーク州議会議員となった後で、改革の側に立ち、判事の弾劾裁判で指導的な役割を担った。組織の特定メンバーの銀行勘定を分析することにより、裏金が分割されていた原理の法的証拠を掴んだ。1874年には、改革を心に抱く知事として、第2の略奪者組織、ニューヨーク州の運河を不正管理することにより組織的にニューヨーク州を食い物にしていた党派の構成員からなる「キャナル・リング」に注意を向けた。ティルデンはこの組織を破壊することに成功した。
ティルデンのニューヨーク州知事としての功績によって大統領選挙でもその候補指名を得た。

## 1876年アメリカ合衆国大統領選挙

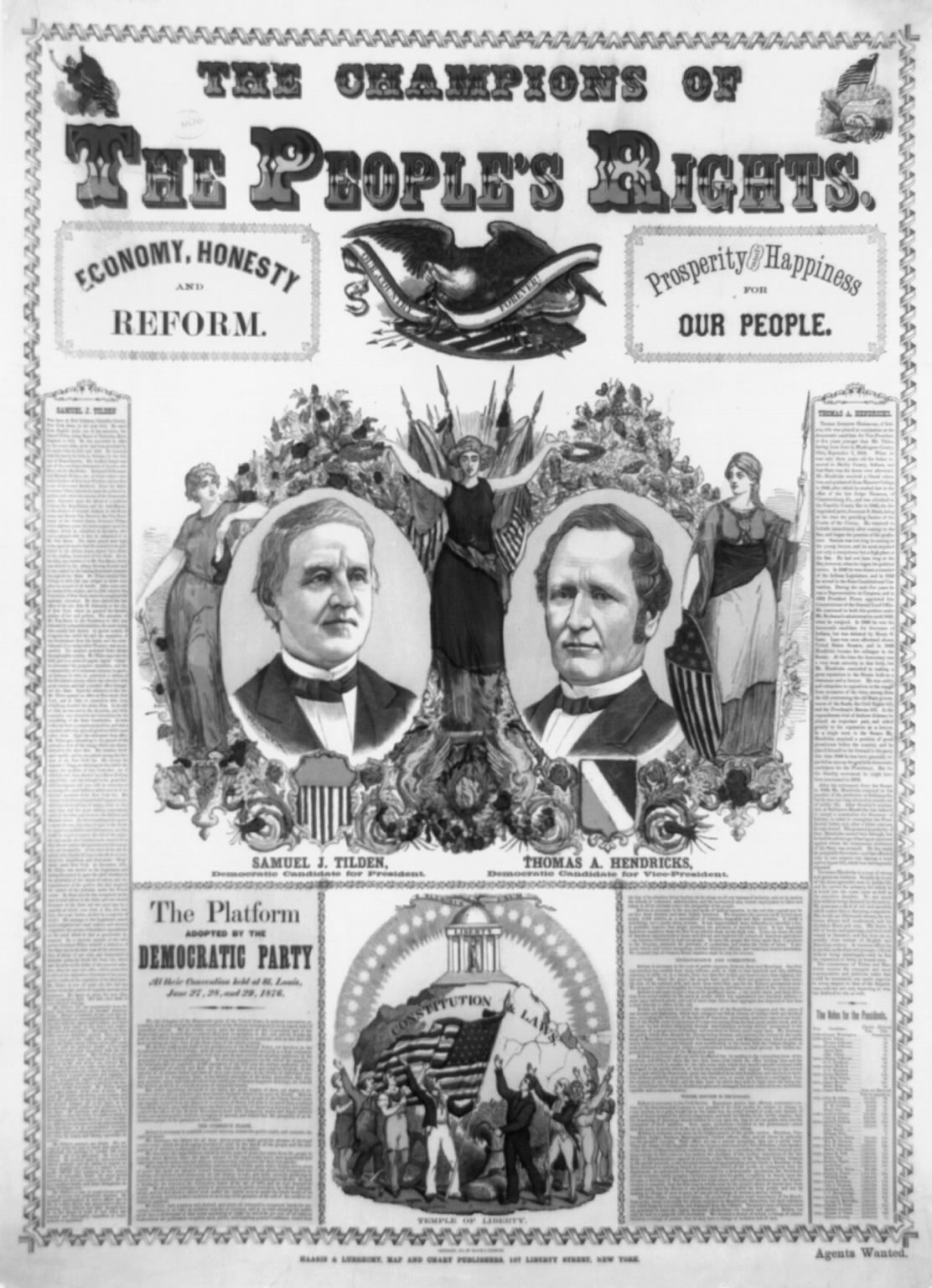
1876年大統領選挙の民主党ポスター

1876年アメリカ合衆国大統領選挙のとき、ティルデンは一般投票で共和党の対抗馬ラザフォード・ヘイズよりも多くの票を獲得し、民主党が南北戦争後に政治の場に戻ってきたことを証明した。しかし、選挙人投票の結果は、フロリダ州、ルイジアナ州およびサウスカロライナ州がそれぞれ議会に2組の選挙人票を送ってきたために、問題ありとされた（この他にオレゴン州の選挙人1人についても論争が起こり、実質的に資格を剥奪された）。
共和党はレコンストラクションの間、南部の州政府を支配していたが、圧倒的に多い民主党支持白人には不人気であり、南部白人の多くは北部からの干渉と考えるものに不満を抱き、共和党を南北戦争の責任があるものと非難していた。その結果として、これら3州の選挙人票は1組が共和党のヘイズに投ずるものであり、もう1組は民主党のティルデンに投ずるものだった。これら3州を除いたときに、ティルデンは184の選挙人票を得ていたが、大統領に当選するには185票が必要であり、1票足りなかった。3州のうち1州でも取ればティルデンは大統領になれた。しかし、ヘイズが問題とされた3州全ての票を取れば、その選挙人票は185票となり当選するはずだった。アメリカ合衆国憲法には議会がそのような論争を解決する手段を規定していなかったために、憲法の危機が起ころうとしていた。
共和党が選挙結果について大胆に異議申し立てをする一方で、ティルデンは当選を求めて戦うでもなく、その支持者達に指導力を発揮するでもなく、支持者達を当惑させ失望させた。その代わりに、1ヶ月以上にわたって過去1世紀の選挙人票の完全な歴史を準備し、選挙人票を数えるのは上院議長ではなく、伝統的に議会の仕事であることを示すために費やされた。
議会の指導者達はこの危機を解決しようとして、15名の委員からなる選挙委員会を作り、どちらの選挙人票が有効かを決定させた。その委員としては共和党が多数である上院から5名（共和党員3名と民主党員2名）、民主党が多数である下院から5名（民主党員3名と共和党員2名）がまず決まった。残りの5名は合衆国最高裁判所から選ばれることとしたが、当所は共和党員2名と民主党員2名、さらに独立系の判事デイビッド・デイビスだった。しかし、デイビスがイリノイ州から合衆国上院議員に選出されたために最高裁判事を辞任した。共和党員のジョセフ・P・ブラドリー判事がその代役に選ばれた。委員会の票決では党の線に沿って8対7で3州の全投票をヘイズのものと裁定した。しかしこの論争は終わらなかった。民主党が上院における議事妨害をすると脅した。最終的に1877年の妥協がなり、民主党がヘイズの当選を認める代わりに、ヘイズは南部に駐在する連邦軍を引き上げることに同意し、南部における共和党のレコンストラクションを終わらせることになった。ティルデンはその敗北にあたって、「私は大衆の贈り物として最高位に選ばれ、しかもその職の心配や責任も無かったという評価を後世の人から受けることになるという意識を持って公的な生活に戻ることができる」と語った。
1878年、共和党機関誌『ニューヨーク・トリビューン』は一連の暗号による電文にその翻訳を付けて公開し、1876年の選挙に続く危機の間に、ティルデンの甥である選挙マネジャー（ティルデンの家を選挙本部に使っていた）が、サウスカロライナ州とフロリダ州の選挙人票を買収しようと交渉していたことを明らかにしようとした。ティルデンはこれらの電文について全く知らないと断固として否定したが、その甥が送ったことまでは否定しなかった。「暗号電文」はその評判を著しく弱めた。

## その後の人生

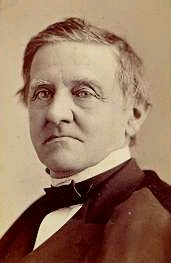
Samuel Tilden

ティルデンはその結果を甘んじて受け入れるよう追随者を説得した。その健康は1876年以降衰え、政界からも引退して、ニューヨーク州ヨンカーズに近いグリーストンの田舎家で隠遁者として過ごした。ティルデンは1886年に独身のままで死んだ。
その財産（推定700万ドル）のうち、約400万ドルはニューヨーク市の自由公共図書館と読書室の建設と維持のために遺贈された。しかし、その遺志は親戚の者から異議申し立てがあり、約300万ドルのみが当所の目的に宛てられた。1895年、ティルデン信託がアスター図書館とレノックス図書館と組み合わされてニューヨーク公共図書館の設立となり、その建物玄関にはティルデンの名前が記されている。
グラマシー・パーク南15番のサミュエル・J・ティルデン・ハウスは1860年からティルデンの死まで住んだ家であり、現在はナショナル・アーツ・クラブが使っている。

## 遺産
- 1876年の選挙に関連して、ティルデンの墓碑銘には「私は今も大衆を信じている」という言葉がある。
- テキサス州ウィチタフォールズのある地域にティルデン通りがあり、ここではマーティン・ヴァン・ビューレンからジェームズ・ガーフィールドまでの歴代大統領（ピアース、アンドリュー・ジョンソン、リンカーンを除く）の名前が付いた通りがある。ティルデン通りはグラント通りとヘイズ通りの間にあり、あたかも1876年に大統領になったかのようである。
- 他にティルデンの名前が付いた通りとして以下のものがある。
  - バージニア州リッチモンド市のティルデン通り
  - ワシントンD.C.のティルデン通り
  - ニューヨーク市ブロンクス区ティルデン通りおよびティルデン・アベニュー
  - ニューヨーク州ユーティカ市のティルデン・アベニュー
- ティルデンの名前が付いた学校は以下の通りである。
  - ニューヨーク市ブルックリン区のサミュエル・ティルデン高校
  - ミネソタ州ヘイスティングスのティルデン小学校
  - メリーランド州ロックビルのティルデン中学校
- ニューヨーク市ロッカウェイ半島にある元アメリカ陸軍の施設、ティルデン砦（現在はゲートウェイ国立リクリエーション地域の一部）はティルデンに因んで名付けられた。
- 1887年、ネブラスカ州バーネット町はアメリカ合衆国郵政省によって、ティルデンと改名された。この改名は近くのバーネットからの郵便物がバーネットの郵便物と混ざって混乱したからだった。
- マンハッタンの112番街とリバーサイド・ドライブの角にティルデンの彫像が立っている。
- ミシガン州マーケット郡のティルデン鉱山は1864年のクリフス・アイアン会社の創設者ティルデンに因んで名付けられた。

## 大衆文化の中で
- ハリイ・タートルダヴによるもう一つの歴史小説『How Few Remain』では、ティルデンが1881年に2期目の大統領職を求めて、ジェイムズ・G・ブレイン（1884年の大統領候補者、落選）に敗れる。
- 2006年の映画に『サミュエル・ティルデン、本当の第19代大統領』がある[3]。
- 映画脚本『サミュエル・ティルデン』は1876年の選挙に関する論争を扱っており、その筋は盗まれた選挙人票について詳細を解き明かし、連邦議会が如何に当選者を決めるために特別委員会を創設したかを語っている。一般選挙の前夜から始まり、5ヶ月後の1877年3月に、ヘイズが就任宣誓する場面で終わっている。上記映画と同じNikki Oldakerがプロデューサー兼脚本家である。

### 一次史料
- Letters and Literary Memorials of Samuel J. Tilden. Edited by John Bigelow. Volume I (1908) online edition
- Letters and Literary Memorials of Samuel J. Tilden. Edited by John Bigelow. Volume II (1908) online edition
- The Writings and Speeches of Samuel J. Tilden. Edited by John Bigelow. Volume I (1885) online edition
- The Writings and Speeches of Samuel J. Tilden. Edited by John Bigelow. Volume II (1885) online edition